# Lothaire (roi des Francs)
Pour les articles homonymes, voir Lothaire.
Lothaire, né à la fin de 941 à Laon et mort le 2 mars 986 dans cette même ville, est roi des Francs de 954 à 986.

## Biographie

### Accession au trône
Fils de Louis IV d'Outremer et de Gerberge de Saxe, il succède à son père, et est sacré le 12 novembre 954 en l'abbaye Saint-Remi de Reims, par l'archevêque Artaud. Suivant la volonté de son père, qui l'avait associé au trône en 952, Lothaire écarte de la succession son jeune frère cadet Charles, né au cours de l'été 953. En 954, à la mort du roi Louis IV, pour la première fois lors d'une dévolution dans laquelle l'hérédité joue le premier rôle, la tradition de partage des royaumes francs entre ses fils ne prévaut pas. Lothaire, frère aîné de Charles, succède à Louis IV. C'est une nouveauté dans la succession royale depuis la fondation du royaume des Francs à l'époque mérovingienne. 
Les historiens expliquent parfois la dévolution du titre royal au seul Lothaire par la faiblesse de l'institution royale, mais cet argument ne peut expliquer que prévale également la solution unitaire dans le royaume de Francie orientale, où la puissance et le prestige de la royauté sont forts. De fait, l'affaiblissement du principe héréditaire au profit du bénéfice électif a consacré le principe unitaire, le choix répété de rois en dehors de la dynastie carolingienne excluant nécessairement cette pratique des partages, née de la seule hérédité. Le renforcement de l'idéologie unitaire dont Jonas d'Orléans et Agobard de Lyon s'étaient faits les porte-parole a pu jouer également un rôle. Les accidents généalogiques, en ne laissant après les morts des pères que des fils uniques, ont également renforcé la structure verticale patrilinéaire, aussi bien chez les Robertiens que chez les Carolingiens.

### Dégradation des relations avec l'empire
Lothaire règne d'abord sous la tutelle d'Hugues le Grand duc des Francs mais aussi sous celle de son oncle l'archevêque Brunon de Cologne. Brunon de Cologne et les proches de Lothaire orientent la politique royale dans le sens d'une entente avec le royaume de Francie orientale. Malgré sa jeunesse, Lothaire veut régner seul et asseoir son autorité envers ses vassaux. Cette volonté et les circonstances vont conduire à une dégradation des relations puis à une lutte avec le royaume de Francie orientale.
En 976, l'empereur Otton II, ayant exclu de leur héritage paternel les comtes Régnier IV de Mons et Lambert Ier de Louvain, le frère de Lothaire, Charles rejoint avec une armée celle qu'Hugues Capet et Otton de Vermandois avaient fait marcher au secours des comtes. Une bataille, indécise, est livrée devant Mons,. Lothaire laisse faire ou encourage cette opération mais n'intervient pas directement pour aider son frère.
Or, Charles escompte profiter de l'opération pour établir sa situation en Lotharingie. Son intérêt est alors que soit rompue la bonne entente entre Lothaire et la maison d'Ardenne, très puissante en Lotharingie et à laquelle appartiennent l'archichancelier Adalbéron de Reims et son homonyme Adalbéron. La maison d'Ardenne est dévouée à l'empereur et roi de Francie orientale Otton II.  
En 977, Charles accuse sa belle-sœur, l'épouse de Lothaire, la reine Emma d'Italie, d'infidélité avec l'évêque de Laon Adalbéron. Le concile de Sainte-Macre réuni à Fismes absout les accusés, faute de preuve, et Charles, qui entretient les rumeurs, est chassé du royaume par son frère. La famille d'Ardenne et le parti lotharingien favorables à l'entente avec Otton II semblent tout puissants à la cour du roi Lothaire.

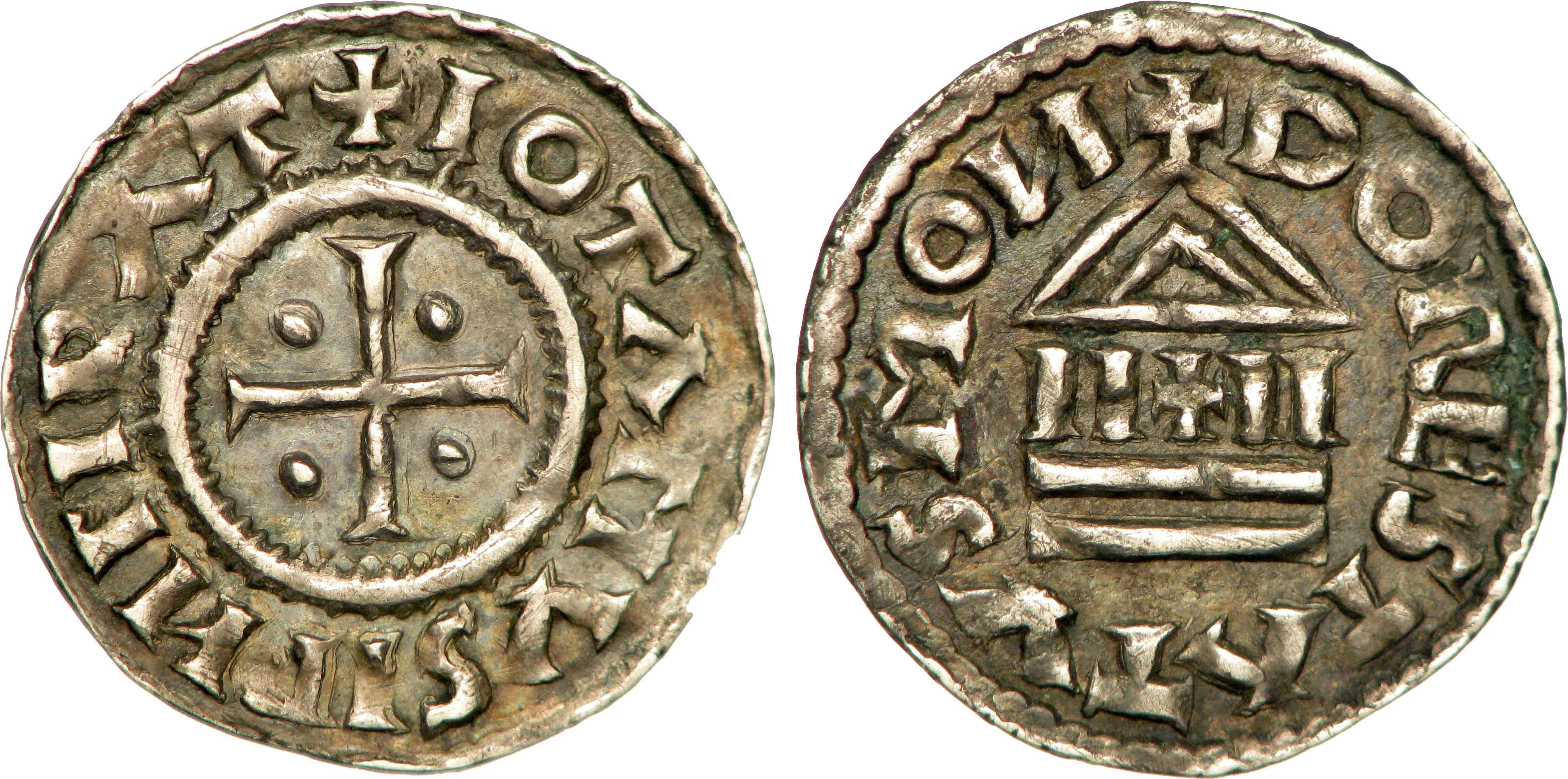
Denier sous Lothaire.

Otton II commet alors une maladresse en restituant le comté de Hainaut aux fils de Régnier III et nommant Charles duc de Basse-Lotharingie, région correspondant à la moitié nord de la Lotharingie, distincte de la Haute-Lotharingie depuis la fin des années 950 : honorer celui qui a voulu jeter déshonneur sur l'épouse du roi des Francs, c'est offenser le roi des Francs lui-même.

### Guerre avec l'empire
Au mois d'août 978, Lothaire, assisté d'Henri de Bourgogne et de son cousin germain Hugues Capet, dirige une expédition contre Otton II. Il s'empare d'Aix-la-Chapelle, mais ne peut se saisir ni d'Otton, ni de Charles. Après avoir laissé ses guerriers piller le palais et ses environs pendant trois jours, Lothaire bat en retraite avec son armée, non sans avoir replacé l'aigle de bronze qui décorait le sommet du palais dans sa direction originelle, face à l'est, contre le pays saxon, alors qu'Otton Ier, lui-même d'origine saxonne l'avait retourné vers l'ouest et le royaume de Francie occidentale. 
En représailles, Otton II, accompagné de Charles, envahit la France en octobre 978, ravage les régions de Reims, Soissons et Laon. Lothaire doit s'enfuir, et Charles est proclamé roi des Francs à Laon par l'évêque Thierry Ier, cousin germain de l'empereur Otton Ier. Otton poursuit Lothaire jusqu'à Paris, où il se retrouve face à l'armée d'Hugues Capet. Le 30 novembre 978, Otton et Charles, incapables de prendre Paris, lèvent le siège de la ville et font demi-tour. L'ost royal les poursuit, reprend Laon, et oblige Otton II à s'enfuir et à se réfugier à Aix-la-Chapelle avec Charles, le roi qu'il a voulu imposer à l'Ouest.
Au sein du Royaume franc, la retraite précipitée de l'empereur connaît un retentissement considérable et elle a longtemps été évoquée comme une grande victoire de Lothaire. Ainsi, rédigée en 1015, la chronique de Sens en donne une description épique : elle exalte un Lothaire poursuivant le roi saxon jusqu'au cœur de la Lorraine, détruisant sur les rives de l'Argonne une grande multitude d'ennemis, puis revenant dans le royaume des Francs, auréolé de gloire. Le chroniqueur affirme : « Quant à l'empereur Otton, suivi par ceux des siens qui purent s'échapper, il rentra dans son pays dans la plus grande confusion ; après quoi ni lui, ni son armée ne s'avisèrent plus jamais de revenir en France ». Les documents contemporains parlent de l'événement avec les mêmes accents de triomphe : rédigé au lendemain de la retraite d'Otton, un acte pour l'abbaye de Marmoutiers, près de Tours, est daté du règne « du grand roi Lothaire, dans sa vingt-sixième année, celle où il attaqua le Saxon et mit en fuite l'empereur ». Ces rétrospectives témoignent selon certains historiens comme Karl Ferdinand Werner d'une première manifestation de sentiment national.

### Rapprochement avec l'empire

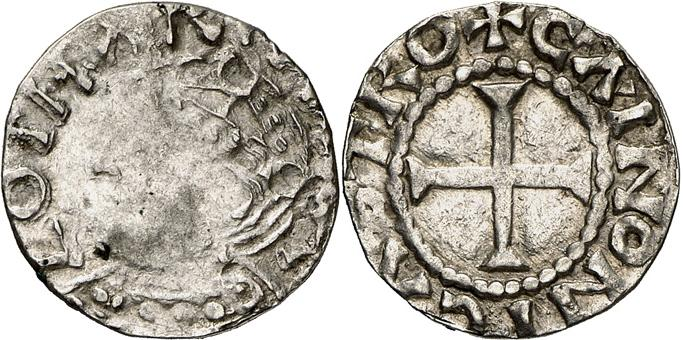
Denier de Lothaire frappé à Chinon.

L'union des Francs contre l'empereur saxon a pour conséquence de remettre au premier plan la famille des Robertiens en la personne d'Hugues Capet, dont les contemporains constatent qu'elle a servi le roi Lothaire fidèlement. La lutte avec le roi de Francie orientale a permis le renforcement du pouvoir d'Hugues Capet ; durant cette période, celui-ci s'empare en 980 de Montreuil au détriment d'Arnoul II de Flandre. 
Lothaire, qui veut déjouer les ambitions affichées de son frère Charles, cherche à transmettre la royauté à son fils. En 979, Lothaire associe à la royauté et fait sacrer son fils Louis, pratique nouvelle dans le royaume des Francs de l'Ouest et qui sera reprise par les Capétiens. 
Puis, il entreprend de se rapprocher du roi de Francie orientale. Les évêques de Reims et Laon de la maison d'Ardenne poussent à ce rapprochement. Lothaire rencontre Otton II en juillet 980 à Margut-sur-Chiers, à la frontière des deux royaumes. Lothaire renonce à la Lotharingie, ce qui permet à Otton II de se tourner vers l'Italie dont il veut faire la conquête. Cet accord est très mal perçu des Robertiens, tenus à l'écart de la négociation. Le traité de Margut aboutit à replacer la royauté franque dans l'orbite ottonienne, et par voie de conséquence à affaiblir l'influence robertienne au sein du gouvernement royal au profit de l'entourage lotharingien. Ayant peur d'être pris en tenaille entre les deux rois carolingien et ottonien, Hugues Capet se rend à Rome en 981 pour prendre contact avec l'empereur et nouer avec lui sa propre alliance. Le roi Lothaire donne alors des instructions pour que l'on s'empare du Robertien à son retour.

### Mariage de l'héritier
Pour contrer le duc des Francs, le roi des Francs, sur les conseils de son épouse, Emma, et du comte d'Anjou Geoffroy Grisegonelle, décide en 982 de marier son héritier à Adélaïde, sœur de Geoffroy et de Guy, évêque du Puy, et veuve de deux puissants seigneurs du sud du royaume, Étienne de Gévaudan et de Raymond de Toulouse. Le projet de Lothaire est ambitieux : il vise au rétablissement de la présence royale dans le sud du royaume franc.
Selon Richer, il s'agit de contrer en la prenant à revers la puissance robertienne. Mais rapidement des discordes se manifestent entre Louis et son épouse qui a l'âge d'être sa mère. À la suite de l'échec du mariage, Lothaire vient chercher son fils et Adélaïde trouve refuge chez le comte Guillaume d'Arles. La maison d'Anjou ayant échoué à sortir de l'orbite robertienne y retourne, ce qui la conduit à soutenir Hugues Capet contre Charles de Basse-Lotharingie en 987.
Cependant, l'existence de ce mariage, connu par le seul Richer, a été contesté par l'historien Carlrichard Brülh. 
Au sortir de la crise aquitaine, Lothaire dispose de la fidélité d'une bonne dizaine d'évêques du Nord du royaume et de leurs milices vassaliques et de l'alliance de la puissante maison de Vermandois en la personne du comte Herbert III. Mais Herbert vieillit et les évêques, qui avaient bien servi son père Louis IV se tournent désormais davantage vers leurs tâches spirituelles que vers la défense inconditionnelle des intérêts royaux. Il manque à Lothaire la possibilité de mettre en œuvre un grand projet de conquête conforme à la tradition franque et permettant de mobiliser autour du roi l'aristocratie.

### Tentative de reconquête de la Lotharingie

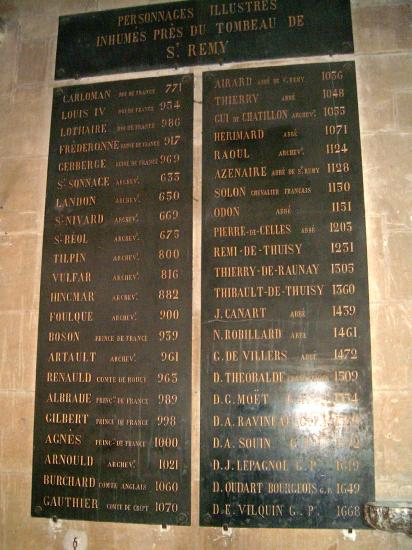
Plaque commémorative des personnalités reposant à la basilique Saint-Remi de Reims dont le roi Lothaire.

En 983, Otton II meurt laissant le trône de Francie orientale et de l'Empire à son fils Otton III. Se présentant comme le tuteur de ce dernier, le duc de Bavière Henri le Querelleur, cherche à imposer son pouvoir. Adalbéron de Reims, soucieux d'appuyer Otton III et sa mère l'impératrice Théophano Skleraina, cherche à convaincre Lothaire de le soutenir. Il lui laisse entendre que Lothaire pourrait récupérer la Lotharingie. Le roi des Francs revendique la tutelle de son neveu et la garde de la Lotharingie. Grâce à Adalbéron de Reims, Lothaire obtient l'hommage de plusieurs grands de Lotharingie dont Godefroy de Verdun de la maison d'Ardenne. À cette occasion, il se réconcilie avec son frère Charles qui espère alors obtenir également la Haute-Lotharingie, gouvernée par une régente, Béatrice, épouse du défunt duc Frédéric de Haute-Lotharingie et sœur d'Hugues Capet. Lothaire espère alors passer de la garde de la Lotharingie à la souveraineté sur cette terre. Néanmoins, l'échec rapide d'Henri le Querelleur fait échouer le projet. La paix conclue à Worms en 984 consacre l'éloignement du carolingien de la Lotharingie et le triomphe de la maison d'Ardenne qui y renforce son contrôle.
Lothaire, ne renonçant pas à s'emparer de la terre dont il portait le nom, décide de prendre sa revanche et de s'allier à Henri le Querelleur. Il convient avec lui d'une conjonction de leur force en force pour le premier février 985 sur les rives du Rhin à Brisach. Ceci inquiète Adalbéron de Reims qui prend contact avec Hugues Capet. Henri le Querelleur n'ayant pas tenu ses engagements, Lothaire décide de s'emparer par ses propres moyens de la Lotharingie. Lothaire ne peut intéresser à son projet Hugues Capet qui ne souhaite pas s'opposer à sa sœur et son neveu, mais ne prend pas non plus parti contre son seigneur au profit des Ottoniens. En revanche, Lothaire obtient le concours de deux des plus puissants comtes du royaume, Eudes Ier de Blois et Chartres et Herbert le Jeune, comte de Troyes et de Meaux. 
Au début de 985, ils envahissent le duché, assiègent Verdun et s'en emparent au mois de mars et font plusieurs prisonniers : le comte Godefroy Ier (frère d'Adalbéron de Reims), Frédéric (fils de Godefroy Ier), Sigefroid de Luxembourg (oncle de Godefroy) et Thierry, duc de Haute-Lotharingie (neveu d'Hugues Capet).
Revenu à Laon, il contraint l'archevêque de Reims à entretenir une garnison à Verdun pour empêcher la ville d’être reprise par les Ottoniens. Il l'oblige aussi à écrire aux archevêques de Trèves, Mayence et Cologne qu'il est le fidèle du roi carolingien.

### Conflit ouvert avec la maison d'Ardenne
Lothaire finit par se douter que l'archevêque de Reims, favorable aux Ottoniens et à Hugues Capet, joue un double jeu. Lorsqu'il lui demande de détruire les fortifications qui entourent le monastère Saint-Paul de Verdun, Adalbéron refuse en prétextant que ses soldats, affamés, ne sont plus en mesure de garder la ville. Furieux, Lothaire veut le traduire en justice afin de le condamner. Il convoque une assemblée à Compiègne pour le 11 mai 985, sous prétexte que l'ecclésiastique avait placé son neveu Adalbéron sur le siège de Verdun sans son consentement. Alerté, le duc Hugues Capet marche sur Compiègne avec six cents hommes et disperse l'assemblée. Certains historiens pensent que l'intervention d'Hugues fut moins motivée par la défense d'Adalbéron de Reims qui l'aurait circonvenu que par celle de son neveu, le jeune duc Thierry de Haute-Lotharingie. Lothaire pourrait avoir eu pour objectif de renforcer sa mainmise sur Verdun et sa région en forçant Adalbéron de Reims à en chasser à son neveu, Adalbéron de Verdun, fils de Godefroy comte de Verdun.  
Lothaire ne peut se permettre une guerre ouverte avec Hugues Capet, car il se retrouverait pris entre deux fronts. Il fait donc libérer les Lorrains qu'il retient prisonniers, mais Godefroy Ier préfère rester en prison plutôt que de céder Mons, le Hainaut, et de contraindre son fils à renoncer à toute prétention sur le comté et l’évêché de Verdun. Par contre, à la suite d'une rencontre entre le roi et le duc des Francs, Thierry Ier, neveu d'Hugues Capet, est libéré.

### Nouveaux projets et mort subite
Au début de 986, Lothaire envisage d’attaquer Cambrai, ville d’empire, mais dépendant de l’archevêché de Reims, ainsi que Liège. 
Il pense que l’évêque Rothard pourrait livrer la ville, en échange de sa nomination comme archevêque de Reims et de Liège, dont l’archevêque Notger a finalement rallié les Ottoniens, mais il meurt subitement à Laon le 2 mars 986. Il a droit à de grandioses funérailles et est enterré à gauche de Louis IV, son père, dans le chœur de Saint-Remi de Reims. 
À un an du changement de dynastie, la royauté de Lothaire semblait indestructible, car si la Lotharingie n'était pas encore soumise, l'inertie de la cour de Francie orientale pouvait lui laisser envisager de nouvelles conquêtes. Selon Richer : « Il recherchait par quelle nouvelle avance il pourrait étendre encore son royaume. Ses affaires étaient très prospères et l'état du royaume, favorisé par la capture des grands, l'y engageaient ». De fait, dans ses dernières années de règne, Lothaire a déployé, tant sur le plan diplomatique que militaire, une activité exceptionnelle tendue vers la Lotharingie.

## Mariage et descendance
Il épouse Emma d'Italie (Emme) (née en 948 – morte vers 1006), fille de Lothaire II, roi d'Italie et de l'impératrice Adélaïde de Bourgogne, remariée à Otton Ier. Cette union est destinée à renforcer les liens des rois de Francie occidentale avec la dynastie ottonienne. 
De ce mariage sont issus :
- Louis V roi des Francs (né en 967 – mort en 987), dernier roi de la dynastie carolingienne ;
- Eudes ou Otto, chanoine à Reims (né en 970 - mort en 985).

D'une maîtresse supposée être une sœur du comte Robert, maire du palais de son frère Charles de Lorraine, Lothaire est le père de deux fils illégitimes :
- Arnoul (né avant 967, mort en 1021), archevêque de Reims ;
- Richard (mort après 991).

## Tombeau
Sa sépulture, préservée jusqu'à sa destruction sous la révolution, a fait l'objet de descriptions, : les deux tombeaux de Louis IV et de son fils le roi Lothaire se trouvaient de part et d'autre du chœur, du côté de l'épître pour Louis IV, du côté de l'évangile pour Lothaire. Leurs restes avaient été déplacés au milieu du XVIIIe siècle, et transportés à droite et à gauche du mausolée de Carloman Ier, sous la première arcade de la nef collatérale du côté de la sacristie de la basilique Saint-Remi de Reims. Les statues placées sur les tombes initiales furent laissées à leur place. Les deux statues étaient peintes, et on voyait des fleurs de lys d'or au manteau jeté sur l'épaule de chaque roi. Le trône de Lothaire était plus orné que celui de Louis IV ; un peu plus haut et moins large, il portait au fronton de sa toiture une fleur de lys et deux autres fleurs. La couronne de Lothaire était un cercle surmonté de quelques fleurs, une autre fleur, assez semblable à une fleur de lys, était au haut de son sceptre. Il portait une tunique, et par-dessus une chlamyde attachée sur son épaule droite. À ses pieds, on pouvait voir une figure d'enfant ou de nain qui avait l'air de le chausser ou de le déchausser.

## Généalogie
```
   ┌─ 
Charles
 
III
 «
 
le Simple
 
»
 (
879
-
929
), 
roi des Francs
 (
893
-
922
). 
┌─ 
Louis
 
IV
 dit «
 
d'Outremer
 
»
 (
921
-
954
), 
roi des Francs
 (
936
-
954
). 
│  └─ 
Edwige de Wessex
 (
905
-
951
).
│

Lothaire de France

│
│  ┌─ 
Henry dit « l'Oiseleur »
 (
876
-
936
), 
duc de Saxe
 (
912
-
936
),
│  │      
roi de Francie orientale
 (
919
-
936
). 
└─ 
Gerberge de Francie orientale
 (
913
~
914
-
969
~
984
). 
   └─ 
Mathilde de Ringelheim
 (~
896
-
968
). 
```